# 曲绵域
曲绵域（1925年3月—2018年3月5日），男，山东牟平人，中国运动医学专家、教授。历任北京医学院院长、北京医科大学校长，国际运动医学联合会原副主席、亚洲运动医学联合会原主席。北京大学运动医学研究所创始人、原所长、终身名誉所长。第五、六、七、八届全国政协委员。被誉为“中国运动医学之父”。
2018年3月5日21时26分因病医治无效在北京逝世，享年93岁。

## 荣誉
曾获国际奥林匹克委员会授予的“1989年运动医学贡献奖”、国际运动医学联合会“荣誉会员金质奖”、亚洲运动医学会奠基主席奖（1992年）、中国体育科学学会先进工作者奖（1990年，1995年）、国家体委“体育工作荣誉奖章”、亚洲奥林匹克理事会“法赫德亲王亚洲运动医学奖”（1999年）、由中华医学会、中华医院管理学会、健康报社联合主办评选的“全国百名优秀医生”（1999年）、“老教授科教兴国贡献奖”（2000年）、北京大学首届“蔡元培奖”（2006年）等。